# 狼人

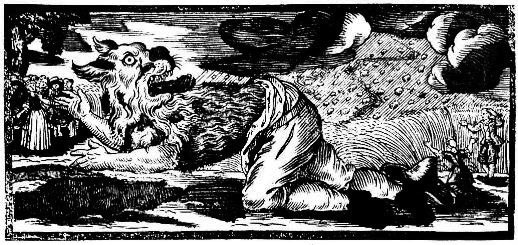
1722年木版画狼人

狼人（wolfman, lycanthrope），又称人狼（werewolf），是一種傳說中的生物，平时是普通人样貌，但是到满月的夜晚，就會從人身變為狼身，一部分狼人变身前后会没有变成狼身时的记忆。轉變為狼身的人狼由於不能控制自身的獸性，所以會襲擊周邊的家畜或人類。狼人和吸血鬼一樣，亦屬於不朽世界的生物。狼人會因不同地名而有不同的名稱，如法國的熱沃丹怪獸及美國的布雷路之獸。

## 傳說的由來
据特羅尼烏斯的作品《马奇奥之宴》记载，有让人自身变化为狼的方法。另外斯拉夫地区包括俄罗斯也有让人变身成狼的方式，虽然变成狼以后受伤，变回人也会有一样的伤，许多人因此而曝光。
根據歐洲的民間傳說，狼人是能變形的人，他能隨意或者身不由己地變成狼。變形之後，它會難以自制地想吃活人或動物生肉，並會對著月亮長嚎。早在史前，世界各地的古代文化中就有關於狼人的種種傳說。「變狼狂」是一種精神錯亂疾病，患者認為自己是狼，這個詞來自希臘語「lykos」和「anthropos」，分別表示「狼」和「人」。在異教徒社會中，狼是受尊敬的動物，因為它們既聰明擁有智慧，又是高明的獵手。異教徒戰士崇拜狼神，喜歡披狼皮，佩戴狼牙，認為這樣能獲得狼的力量。
狼人有人形但亦可變身成狼的說法，可以追溯到中世紀的鬼神學。
在中世紀，狼成了邪惡的象徵。整個歐洲陷入了有關狼人的狂想。任何想變成狼人的人都可與魔鬼達成協議，或者在自己的身體上塗魔油。按照民間傳說的說法，使用烏頭草可以驅除狼人，用賜福過的銀子彈能殺死狼人。狼人最怕银製的东西，银制品会使狼人感到强烈的灼痛感，灼痛感比火焰强，液态硝酸银可以使他们丧失战斗力，更嚴重甚至能致狼人於死地。至16世紀，狼人傳說遍佈歐洲，羅馬教廷決定展開官方調查。從1520年至17世紀中葉，發現歐洲的變狼妄想者約三萬例，人數最多的地方是法國，以及東歐的匈牙利、塞爾維亞和波希米亞區域。
Werewolf詞源出自古英文，were是人wolf是狼，即所謂人狼，近年認知的狼人，事實上是人狼，而源自希臘語的狼人lycanthrope，則是類似狐狸精等精怪。

## 可能的解釋

### 精神疾病的可能性
流傳当时的药膏和口服药中含有的一些草药和植物具有迷幻药的效果，会使希望变成狼人的那些人产生幻觉，以为自己真的变成了狼人。

### 多毛症的可能性
至於狼人是否存在，研究的人尚未有結論，不過以科學理解人狼，人狼傳說只是從某些遺傳疾病引起的「先天性遺傳多毛症」。

### 妄想症的可能性
有一種看法則歸因於妄想症，心理學家稱之為「變狼妄想症」，其具體症狀是，患者相信自己會變成狼，或被狼靈所附身。
在波爾多有一個現代世界的案例，是一名患有「變狼妄想症」的患者。他供稱，他相信自己是狼人，有著噬血的欲望。當他看著鏡子時，能感覺到自己的毛髮與牙齒變長，全身感覺爬滿了螞蟻。當他產生噬血的欲望時，他就去屠馬場喝馬血，但他說，他較偏好人血。
這名患者在一次與友人的聚會中，由於友人的女友在開香檳時劃破了手指，友人與其女友並發生爭吵，便激起了這名患者的噬血欲望，並將他的友人活活咬死。友人隨後被送往當地醫院，患者則被警方逮捕，並被判刑七年，於波爾多監獄監禁。七年的監獄生活中，患者不願接受心理治療，在七年刑期之後，就被監獄釋放了。

## 首例文獻記載成功獵捕狼人的事件
法國於路易十五世在位時期，在中央高地地區（吉瓦登）傳出狼人殺人事件，從1764年7月1日傳出第一位受害者起，据传在3年內，被殺死的受害者高達百人以上。路易十五世為此以6千鎊(相當於2007年50萬鎊)懸賞，並派出56位精兵，以及前後總數共2萬名男丁至當地追捕。當地的狼群當時為此幾乎滅絕，但時至今日，吉瓦登仍是法國全境狼群數量最多的地區。最後，是由約翰·加斯丹於1767年6月19日，以受過神父賜福的銀彈，在聖達維殺了這頭野獸。這也是第一件有歷史文獻記載，以銀彈獵殺狼人的事件。約翰·加斯丹於兩個月後帶著這頭野獸覲見路易十五世，最後這匹野獸被埋葬在凡爾賽宮後院，但由於屍體這時都已腐爛，故路易十五世並未見到狼人的真實樣貌。

## 相关作品
下列内容只列出部分知名作品，其中如有跨媒体发行的作品，以原作為主。更详细的列表可参阅维基百科中的狼人题材作品条目列表。

### 文學
- 1954年 魔戒，亦有電影和電玩。
- 1997年 哈利波特，亦有電影和電玩。
- 2004年 狼嗥，都市恐怖病系列。
- 2004年 我家有個狐仙大人，輕小說、漫畫、動畫。
- 2005年 暮光之城，亦有電影。
- 2010年 暗夜守護者，奇幻經典。
- 2012年 狼人迷蹤，魔幻國度系列。
- 淺草鬼妻日記輕小說、漫畫

### 電影
- 1935年 伦敦狼人（Werewolf Of London）
- 1943年 科学怪人大战狼人
- 1981年 破膽三次
- 1981年 美國狼人在倫敦
- 1987年 十八岁之狼2
- 2003-2013 黑夜传说系列
- 2004年 凡赫辛
- 2004年 哈利波特：阿茲卡班的逃犯
- 2006年 女监房里的狼人
- 2007年 血腥巧克力
- 2009年 決戰異世界前传:鬼哭狼嚎
- 2009年 暗月升起
- 2010年 狼嚎再起（英语：The Wolfman (2010 film)）
- 2010年 哭泣的狼孩
- 2010年 紅帽：狼人獵手（英语：Red: Werewolf Hunter） （)
- 2011年 血紅帽
- 2012年 狼少年（韓語：늑대소년，英語：A Werewolf Boy）
- 2012年 尖叫旅社（Hotel Transylvania）
- 2014年 吸血鬼家庭屍篇（What We Do in the Shadows）
- 2015年 怪物遊戲
- 2024年 狼人夜逃殺(Netflix電影)
- 2025年 狼人 (2025年電影)

### 影集
1972年变身忍者岚日本特攝剧。
- 2005年 超自然档案，美国电视系列剧
- 2008年 幪面超人KIVA，日本特攝剧。
- 2009年 吸血鬼日記，美國影集。
- 2011年 少狼，美國影集。
- 2013年 始祖家族，美國影集。
- 2014年 低俗怪談 (Penny Dreadful)，英國影集。
- 2015年 手里剑战队忍忍者，日本特攝剧。
- 2018年 吸血鬼後裔，美國影集。
- 2022年 星期三 (電視劇),劇裡星期三的室友依妮·辛克萊是未狼化的狼人

### 漫畫
- 1959年 鬼太郎，日本漫畫，亦有動畫。
- 1965年 怪物小王子，日本漫畫，亦有動畫。
- 1992年 小紅帽恰恰，日本漫畫，亦有動畫。
- 1993年 地狱老师，日本漫畫，亦有動畫。
- 1997年 Hellsing，日本漫畫，亦有動畫,OVA。
- 2004年 十字架与吸血姬，日本漫畫，亦有動畫。
- 2005年 怪物王女，日本漫畫，亦有動畫。
- 2016年 魔咒之吻，台灣網路知名漫畫。
- 金刚狼 (Wolverine)，美国漫画《X战警》中的重要虚构人物
- 哆啦A夢道具"狼人面霜",擦到臉上後只要看到圓的物品會變成狼人的外貌。

### 動畫
- 1996年蠟筆小新：搞怪遊樂園大冒險，日本動畫電影。
- 2003年 狼雨，日本動畫。
- 2005年 ben 10，美國卡通。
- 2006年 Hellsing，日本動畫OVA。
- 2012年 狼的孩子雨和雪，日本動畫電影。
- 獵獸神兵中第二十六號部隊「擬神兵部隊」的領導者漢克，擬神兵型態為「戰神」、真實型態卻是失控擬神兵型態的「百獸之王 噬神之巨魔狼 芬里爾」的銀白色的狼人。

### 遊戲
- 1986年 惡魔城，日本電玩
- 1997年 數碼寶貝，日本電玩，亦有動畫。
- 2004年 魔兽世界，銀松森林 影牙城堡（2010年的魔獸世界資料片浩劫與重生中，聯盟陣營新增狼人種族。銀松森林與影牙城堡根據劇情推進進行大幅度重製，影牙城堡中的狼人悉數修改）
- 2004年 仙劍奇俠傳三外傳·問情篇的南宮煌
- 2007年 心跳魔女神判！，日本電玩
- 2015年 The Order 1886，歐美電玩
- 米勒山谷狼人，一個類似於殺手的遊戲
- 狼人殺，米勒山谷狼人在東亞的變種
- 英雄聯盟，線上遊戲 (沃維克)
- Dota 2，線上遊戲（貝恩霍勒）
- 宝可梦系列的鬃岩狼人，也有动画、漫画
- 新戰神，敵人NPC
- 2022年 獵逃驚魂，由Supermassive Games開發、2K Games發行的交互式敘事恐怖遊戲

## 外部連結
- 迷失神話：狼人傳說—狼人的由來，各國狼人傳說。